# Resolution 653 des UN-Sicherheitsrates
Die Resolution 653 des UN-Sicherheitsrates ist eine Resolution, die der Sicherheitsrat der Vereinten Nationen in seiner 2919. Sitzung am 20. April 1990 einstimmig beschloss. Unter Verweis auf die Resolutionen 644 (1989) und 650 (1990) billigte der Rat einen Bericht des Generalsekretärs und genehmigte neue Ergänzungen zum Mandat der Beobachtermission der Vereinten Nationen in El Salvador. 
Die Ergänzung des Mandats beinhaltete nach Gesprächen zwischen der Regierung Nicaraguas und den Contras den Vorschlag, innerhalb Nicaraguas fünf „Sicherheitszonen“ zu schaffen, in denen die Contras demobilisieren würden.
Sie forderte den Generalsekretär auch auf, dem Rat vor dem Ende des laufenden Mandats am 7. Mai 1990 Bericht zu erstatten.